# Arturo Frondizi
Arturo Frondizi Ercoli (ur. 28 października 1908 w Paso de los Libres w prowincji Corrientes, zm. 18 kwietnia 1995 w Buenos Aires) – argentyński prawnik i polityk, działacz Radykalnej Unii Obywatelskiej (Unión Cívica Radical), prezydent kraju. 
W okresie dyktatury Juana Perona był w opozycji. W latach 1958–1962 był prezydentem Argentyny, nie zrealizował jednak programu przywrócenia swobód demokratycznych w kraju.